# Сораль, Ален
Ален Сораль (фр. Alain Soral; 2 октября 1958, Экс-ле-Бен, Франция) — французский общественный и политический деятель, эссеист, социолог, писатель, режиссёр, директор издательского дома «Kontre Kulture». Один из видных французских интеллектуалов современности. В широком кругу известен своей критикой капитализма, империализма США, идей коммунитаризма и массовой культуры. Брат известной французской актрисы Аньес Сораль. Относит себя к политическому «авангарду» французского общества. Неоднократно осуждён за отрицание Холокоста.

## Биография
Ален Сораль родился 2 октября 1958 года во французском городе Экс-ле-Бен. В 20 лет поступает в Национальную высшую школу изящных искусств, где учится 4 года, после чего живёт в семье парижских профессоров, по настоянию которых проходит обучение в Высшей школе социальных наук. Одним из его учителей становится французский философ и экономист Корнелиус Касториадис, теоретик левокоммунистической группы «Социализм или варварство», который влияет на формирование политических взглядов молодого Сораля.
Во время учёбы Сораль увлекается социологией моды. Пишет свои первые литературные произведения: «Les mouvements de mode expliqués aux parents» («Модные тенденции для родителей»), где является одним из соавторов, и автобиографический роман «Le Jour et la nuit ou la vie d’un vaurien» («День и ночь, или жизнь повесы»). Однако литературная деятельность не приносит прибыли, и Сораль начинает интересоваться кинематографом. Он снимает короткометражные фильмы «Chouabadaballet, une dispute amoureuse entre deux essuie-glaces» и «Les Rameurs, misère affective et culture physique à Carrière-sur-Seine». В промежутке между фильмами работает репортером в Зимбабве.
В 90-е годы Сораль, увлеченный работами Карла Маркса, Дьердь Лукача, Анри Валлона, Люсьена Гольдмана и Мишеля Клускара, вступает во Французскую коммунистическую партию. В это время выходит его книга «Sociologie du Dragueur» («Социология бабника»), которая становится «социологическим бестселлером» того времени.
В 1996 году Ален Сораль снимается в фильме французского режиссёра Катрин Брейя, затрагивающей в своем творчестве проблемы взаимоотношений между полами и сексуальности. В фильме «Совершенная любовь» («Parfait amour !») Сораль играет одну из главных ролей, Филиппа.
В это же время пишет эссе «Vers la féminisation? — Démontage d’un complot antidémocratique» («На пути к феминизму? Разоблачение антидемократического заговора»), которое становится апологетом его антифеминистской философии.
В конце 90-х по мотивам собственной книги «Социология бабника» Ален Сораль снимает одноимённый полнометражный фильм, который, несмотря на успех книги, остается без внимания французской публики. После провала фильма Сораль полностью сосредотачивается на писательском творчестве и бросает увлечение кинематографом. Он пишет эссе "Jusqu’où va-t-on descendre? — Abécédaire de la bêtise ambiante ", («Куда мы катимся? Азбука общественной глупости»), «Socrate à Saint-Tropez» («Сократ в Сен-Тропе», 2003), «Misères du désir» («Ничтожество желания», 2004). В 2006 году выходит его роман «CHUTe! Éloge de la disgrâce».
В 2007 году Сораль становится членом центрального комитета праворадикальной партии «Национальный фронт», откуда уходит в 2009 из-за разногласий с руководством партии. В 2007 году основывает и возглавляет диссидентское общественно-политическое движение националистического левого толка «Egalité et Reconciliation» («Равенство и Примирение»). Основывает издательский дом Kontre Kulture.
Его последняя книга «Comprendre l’Empire» («Понять империю»), вышедшая в 2011 году, становится национальным бестселлером.

## Взгляды
Работы Алена Сораля главным образом фокусируются на социологическом марксистском анализе современного общества. Основой политической философии Сораля является:
- критика теории коммунитаризма;
- критика феминизма, в особенности нео-феминистских движений;
- критика капитализма и империалистической внешней доктрины США;
- критика общества массовой культуры;
- антисионизм
- дискуссия о возможном территориальном разделении Франции.

Термин, который вводит Сораль для характеристики современного общества — «общество желаний» («desire society»). Такое общество, по его мнению, формируется, прежде всего, СМИ и культами знаменитостей, которые пропагандируют масс-медиа. Так, в споре о «светскости» французских школ, Сораль высказывается скорее за ношение вуали мусульманскими девушками, сравнивая их с ношением «бикини», которые являются как раз одним из атрибутов, навеянных «обществом желания» и массовой культуры.
Будучи членом Французской коммунистической партии в начале 90-х годов, Сораль выходит из партии из-за несогласия с её отказом от революционных идей. В ходе президентских выборов 2002 года выступает в поддержку лево-оппозиционного кандидата Жан-Пьера Шевенмана (Jean-Pierre Chevènement).
В 2005 году Сораль примыкает к ультраправой партии «Национальный фронт». В период предвыборной кампании он отвечает за направление социальной политики и политики в отношении французских пригородов под руководством Марин Ле Пен. Его сравнивают с Жаком Дорио, французским неосоциалистом начала 1930-х годов и коллаборационистом режима Виши.
В 2007 году Сораль становится членом центрального комитета Национального фронта. Из-за несогласия с политикой партии по ряду вопросов (в частности, критической позиции Национального Фронта по отношению к исламу), выходит из неё в 2009 году.
В 2007 году Ален Сораль основывает политическое движение «Egalité et Reconciliation», своего рода политический экспертно-аналитический центр, «фабрику мыслей», которая, по задумке организаторов, взяла от левых «экономические идеи» и «культурные ценности» от правых.
15 апреля 2019 года приговорён парижским судом к году тюремного заключения за отрицание Холокоста. Обвинения были основаны на публикации в 2016 году сайтом Сораля Egalité et Réconciliation (Равенство и Примирение) карикатуры, изображающей Чарли Чаплина перед звездой Давида и с подписью «Shoah où t’es ?» (Шоа, где ты?), по аналогии с карикатурой в Шарли Эбдо после брюссельских терактов с надписью «Папа Римский, где ты?». Ранее Сораль был приговорён по этому делу к штрафу в 10 тыс. евро с возможностью тюремного заключения в случае неуплаты. В ноябре 2017 года он опубликовал комментарии своего адвоката Дамьена Вигье (Damien Viguier), который назвал информацию об абажурах из человеческой кожи и мыле из человеческого жира пропагандой военного времени (Вигье приговорён к штрафу 5 тыс. евро). В 2002 году Сораль был приговорён еще к одному году тюрьмы за отрицание Холокоста.

## Фильмография
Актёр
1996, Parfait Amour !, режиссёр Catherine Breillat, роль — Philippe.
Режиссёр
1. 1990, Chouabadaballet, une dispute amoureuse entre deux essuie-glaces (короткометражный фильм)
2. 1993, Les Rameurs, misère affective et culture physique à Carrière-sur-Seine (короткометражный фильм)
3. 2001, Confession d’un dragueur